# Gomesa echinata
La  Gomesa echinata  también llamada “ Dama Danzante” por su labelo que se asemeja a una bailarina, es una especie de orquídea epifita.

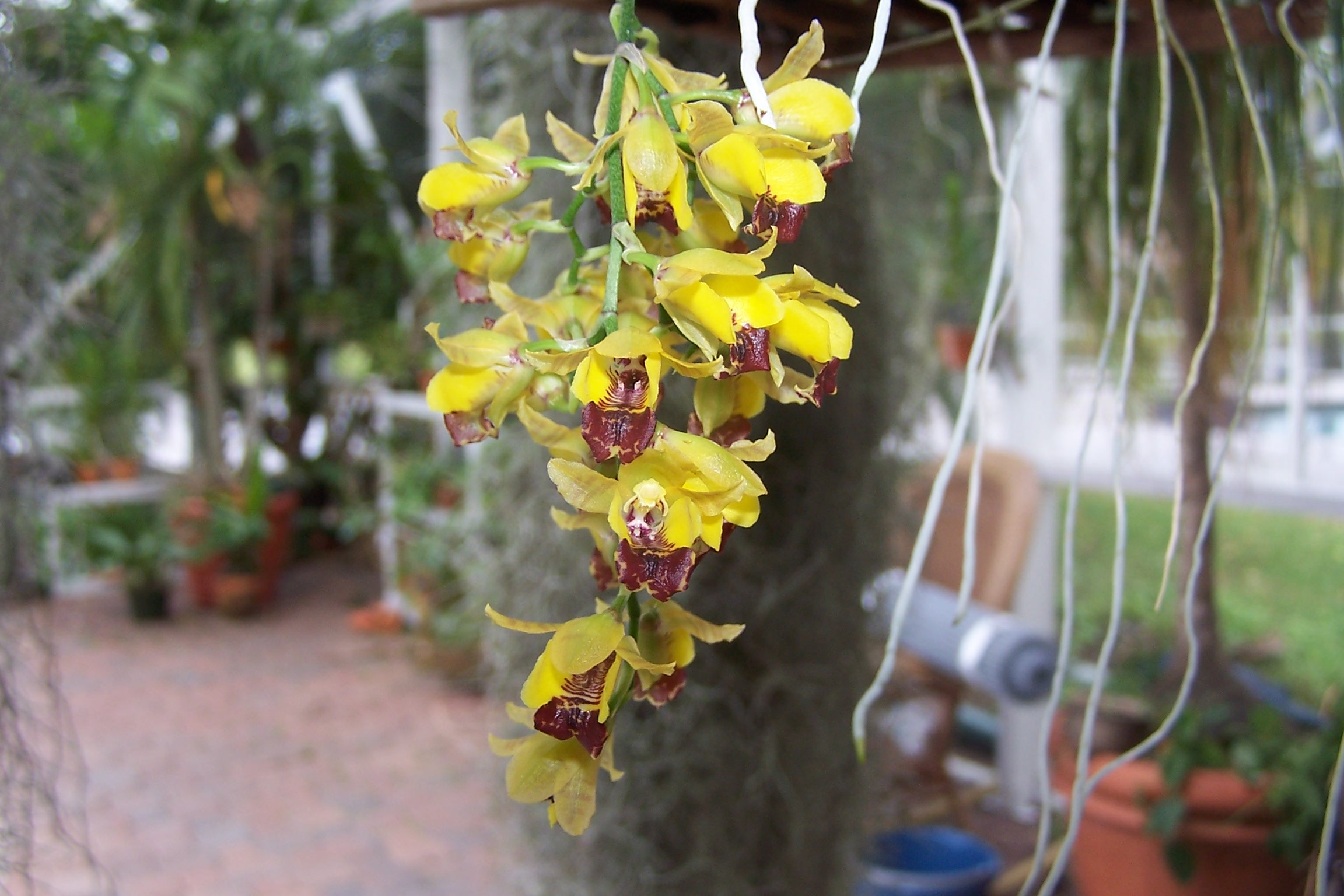
Inflorescencia

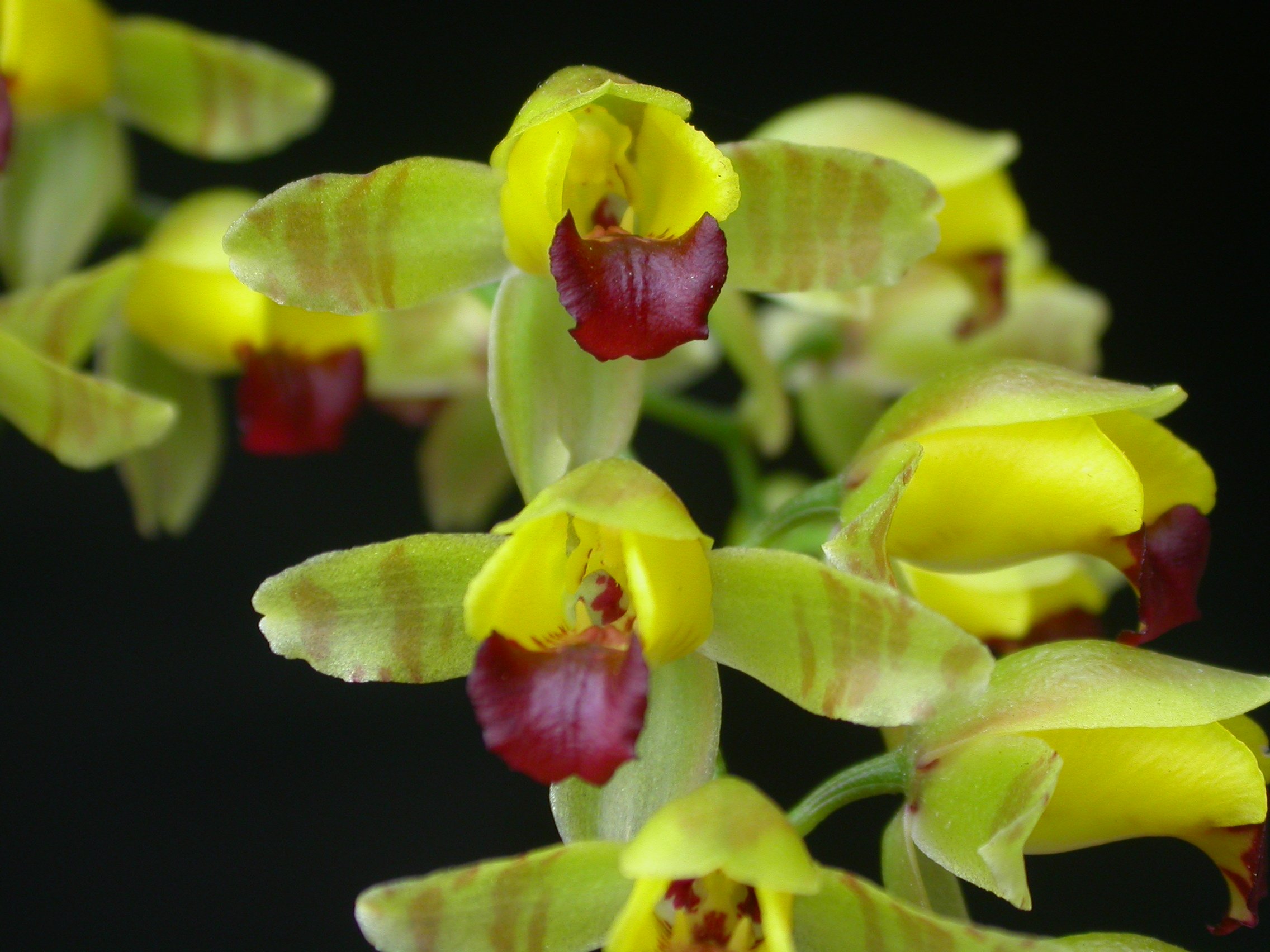
Flores

## Descripción
El Gomesa echinata es una orquídea de numerosas flores de tamaño pequeño. Posee un pseudobulbo elipsoidal aplastado lateralmente o subcilindrico del que salen en forma apical de 1 a 2 hojas oblongo-lanceoladas de unos 45 cm entre las que se desarrolla el tallo floral paniculado con 2 a 3 flores por rama o racimo. La inflorescencia está densamente poblada con numerosas flores pequeñas.

## Distribución y hábitat
Esta especie es oriunda de Brasil de la zona de Río de Janeiro. Orquídea epífita se desarrolla en bosques húmedos.

## Cultivo
Se desarrolla mejor sobre un helecho-árbol o en cortezas. Tiene querencia de humedad ambiental, con sombra moderada y riegos frecuentes a lo largo de todo el año, con menor frecuencia cuando los pseudobulbos estén totalmente maduros.

## Taxonomía
Gomesa echinata fue descrita por (Barb.Rodr.) M.W.Chase & N.H.Williams y publicado en Ann. Bot. (Oxford) 104(3): 396. 2009
Etimología
Gomesia: nombre genérico que fue otorgado en honor al botánico portugués Bernardino Antonio Gomes.

echinata: epíteto latíno que significa "espinosa".
Sinonimia
- Baptistonia echinata Barb.Rodr.
- Epidendrum tetrapetalum Vell.
- Oncidium brunleesianum Rchb.f.
- Oncidium echinatum (Barb.Rodr.) Cogn.
- Oncidium echinatum var. brunleesianum (Rchb.f.) Cogn.
- Oncidium vellozeanum Pabst[3][4][5]